# 3615 Safronov
3615 Safronov este un asteroid din centura principală, descoperit pe 29 noiembrie 1983 de Edward Bowell.